# Lamprachaenium
Lamprachaenium är ett släkte av korgblommiga växter. Lamprachaenium ingår i familjen korgblommiga växter.
Kladogram enligt Catalogue of Life:
| Lamprachaenium | \| \| Lamprachaenium microcephalum \| \| \| \| |
|                | \| \| Lamprachaenium microcephalum \| \| \| \| |
|                | Lamprachaenium microcephalum                   |
|                |                                                |